# Ǎ
Ǎ (mała litera: ǎ) jest literą rozszerzonego alfabetu łacińskiego. Litera składa się z litery A oraz haczka. Litera jest wykorzystywana przy: transliteracji bułgarskiej litery ъ w oficjalnym bułgarskim systemie latynizacji z 1972 (system ten zastąpiony został w 2009 nowym niezawierającym litery ǎ), transliteracji cyrylickiej litery wielki jus (ѫ) w transliteracji ISO 9 z 1995, przy latynizacji języka chińskiego w systemie pinyin – samogłoski a z tonem opadająco-wznoszącym.